# Roger Suárez
Roger Suárez (Santa Cruz de la Sierra, 2 de abril de 1977) é um ex-futebolista boliviano que atuava como atacante.

## Carreira
Roger Suárez integrou a Seleção Boliviana de Futebol na Copa América de 2001.